# Ronde van Italië 1910
| Eindklassement      |                       |              |
| Algemeen klassement | Carlo Galetti         | 28 punten    |
| (114h 24' 00")      |                       |              |
| Tweede              | Eberardo Pavesi       | 46 punten    |
| Derde               | Luigi Ganna           | 51 punten    |
| Vierde              | Ezio Corlaita         | 71 punten    |
| Vijfde              | Emilio Chironi        | 77 punten    |
| Zesde               | Battista Danesi       | 87 punten    |
| Zevende             | Clemente Canepari     | 102 punten   |
| Achtste             | Giovanni Marchese     | 114 punten   |
| Negende             | Ildebrando Gamberini  | 120 punten   |
| Tiende              | Giuseppe Galbai       | 132 punten   |
| Rode Lantaarn       | Umberto Turconi (20e) | ... punten   |
| Ploegenklassement   | Atala                 | ...h ..' .." |
| Tweede              | ...                   | -            |
| Derde               | ...                   | -            |

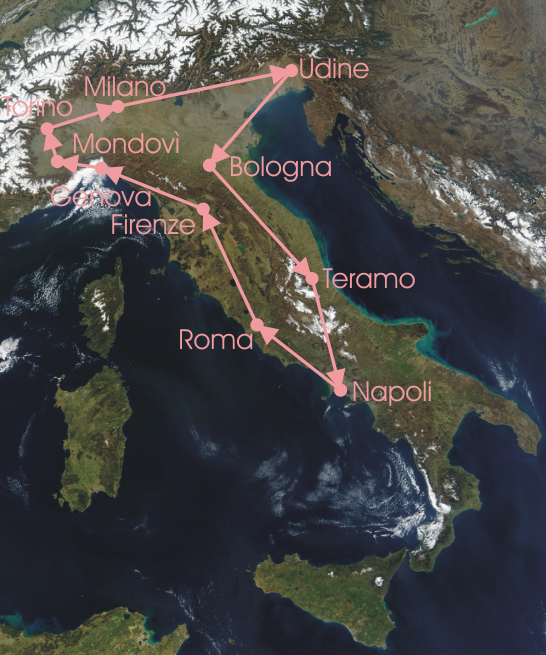
Ronde van Italië 1910

In 1910 ging de 2e Giro d'Italia op 18 mei van start in Milaan. Hij eindigde op 5 juni in Milaan. Er stonden 101 renners aan de start. Slechts 20 renners reden 'm uit. Hij werd gewonnen door Carlo Galetti. Luigi Ganna, de winnaar van de 1e editie in 1909, eindigde als 3e in het algemeen klassement.
Aantal ritten: 10

Totale afstand: 2984 km

Gemiddelde snelheid: 26.084 km/h

Aantal deelnemers: 101

## Belgische en Nederlandse prestaties
In totaal namen er .. Belgen en .. Nederlanders deel aan de Giro van 1910.

### Belgische etappezeges
- In 1910 was er geen Belgische etappezege.

### Nederlandse etappezeges
- In 1910 was er geen Nederlandse etappezege.

## Etappe uitslagen
| Datum  | Etappe    | Parcours         | Afstand | Eerste                         | Tweede                | Derde                          | Klassementsleider    |
| ------ | --------- | ---------------- | ------- | ------------------------------ | --------------------- | ------------------------------ | -------------------- |
| 18 mei | etappe 1  | Milaan - Udine   | 388 km  | Ernesto Azzini (Ita)           | Carlo Galetti (Ita)   | Constant Menager (Fra)         | Ernesto Azzini (Ita) |
| 20 mei | etappe 2  | Udine - Bologna  | 322 km  | Jean-Baptiste Dortignacq (Fra) | Carlo Galetti (Ita)   | Lucien Petit-Breton (Fra)      | Carlo Galetti (Ita)  |
| 22 mei | etappe 3  | Bologna - Teramo | 345 km  | Carlo Galetti (Ita)            | Luigi Ganna (Ita)     | Eberardo Pavesi (Ita)          | Carlo Galetti (Ita)  |
| 24 mei | etappe 4  | Teramo - Napels  | 319 km  | Pierino Albini (Ita)           | Maurice Brocco (Fra)  | Jean-Baptiste Dortignacq (Fra) | Carlo Galetti (Ita)  |
| 26 mei | etappe 5  | Napels - Rome    | 192 km  | Eberardo Pavesi (Ita)          | Luigi Ganna (Ita)     | Ezio Corlaita (Ita)            | Carlo Galetti (Ita)  |
| 28 mei | etappe 6  | Rome - Florence  | 327 km  | Luigi Ganna (Ita)              | Carlo Galetti (Ita)   | Emilio Chironi (Ita)           | Carlo Galetti (Ita)  |
| 30 mei | etappe 7  | Florence - Genua | 263 km  | Luigi Ganna (Ita)              | Carlo Galetti (Ita)   | Clemente Canepari (Ita)        | Carlo Galetti (Ita)  |
| 1 juni | etappe 8  | Genua - Mondovì  | 218 km  | Carlo Galetti (Ita)            | Eberardo Pavesi (Ita) | Luigi Ganna (Ita)              | Carlo Galetti (Ita)  |
| 3 juni | etappe 9  | Mondovì - Turijn | 333 km  | Eberardo Pavesi (Ita)          | Luigi Ganna (Ita)     | Ezio Corlaita (Ita)            | Carlo Galetti (Ita)  |
| 5 juni | etappe 10 | Turijn - Milaan  | 277 km  | Luigi Ganna (Ita)              | Eberardo Pavesi (Ita) | Ezio Corlaita (Ita)            | Carlo Galetti (Ita)  |

 winnaars · 
roze trui · 
  puntenklassement · 
  bergklassement · 
 jongerenklassement · 
 intergiro · 
 ploegenklassement · 
 strijdlust · 
 zwarte trui
Giro d'Italia Next Gen · Giro Donne · Cima Coppi
 Belgische rozetruidragers · etappewinnaars
 Nederlandse rozetruidragers · etappewinnaars
Mannen:
1909 · 
1910 · 
1911 · 
1912 · 
1913 · 
1914 · 
1919 · 
1920 · 
1921 · 
1922 · 
1923 · 
1924 · 
1925 · 
1926 · 
1927 · 
1928 · 
1929 · 
1930 · 
1931 · 
1932 · 
1933 · 
1934 · 
1935 · 
1936 · 
1937 · 
1938 · 
1939 · 
1940 · 
1946 · 
1947 · 
1948 · 
1949 · 
1950 · 
1951 · 
1952 · 
1953 · 
1954 · 
1955 · 
1956 · 
1957 · 
1958 · 
1959 · 
1960 · 
1961 · 
1962 · 
1963 · 
1964 · 
1965 · 
1966 · 
1967 · 
1968 · 
1969 · 
1970 · 
1971 · 
1972 · 
1973 · 
1974 · 
1975 · 
1976 · 
1977 · 
1978 · 
1979 · 
1980 · 
1981 · 
1982 · 
1983 · 
1984 · 
1985 · 
1986 · 
1987 · 
1988 · 
1989 · 
1990 · 
1991 · 
1992 · 
1993 · 
1994 · 
1995 · 
1996 · 
1997 · 
1998 · 
1999 · 
2000 · 
2001 · 
2002 · 
2003 · 
2004 · 
2005 · 
2006 · 
2007 · 
2008 · 
2009 · 
2010 · 
2011 · 
2012 · 
2013 · 
2014 · 
2015 · 
2016 · 
2017 · 
2018 · 
2019 · 
2020 · 
2021 · 
2022 · 
2023 · 
2024 · 
2025
Vrouwen:
1988 · 
1989 · 
1990 · 
1991 ·
1992 ·
1993 · 
1994 · 
1995 · 
1996 · 
1997 · 
1998 · 
1999 · 
2000 · 
2001 · 
2002 · 
2003 · 
2004 · 
2005 · 
2006 · 
2007 · 
2008 · 
2009 · 
2010 · 
2011 · 
2012 ·
2013 · 
2014 ·
2015 ·
2016 ·
2017 ·
2018 ·
2019 ·
2020 ·
2021 ·
2022 ·
2023 ·
2024 ·
2025